# Typhoon-klassen
Typhoon-klassen (NATO-rapporteringsnavn – russisk betegnelse: Projekt 941 eller Akula, (russisk) "Акула" – "Haj") er en klasse af atomdrevne ballistiske missilubåde bygget af Sovjetunionen og taget i brug af Sovjetunionens flåde i 1980'erne. Et maksimalt deplacement på 26.500 ton gør Typhoon-klassen til den største undervandsbåd nogensinde bygget, stor nok til at give besætningen fornuftige levevilkår i forhold til hvad mange andre ubådsbesætninger må leve med. Grunden til NATO-rapporteringsnavnet er uklar, men det er sagt at det er relateret til brugen af ordet "Tyfon" ("Тайфун") af Leonid Bresjnev i en tale fra 1974 da han beskrev en ny klasse af atomare ballistiske missilubåde. Den sovjetiske doktrin for disse skibe sagde at de skulle affyre deres SLBM mens de var "parkeret" under den arktiske iskappe for således ikke at skulle passere den effektive GIUK-barriere og kunne holde sig på afstand af NATOs antiubådsstyrker. Teknisk set var klassen dog i stand til at affyre deres missiler langs kaj i deres baser.

## Beskrivelse
Foruden deres missilsiloer er Typhoon-klassen udstyret med seks torpedorør hvoraf de fire er designet til at kunne affyre RPK-2 (SS-N-15) missiler eller Type 53 torpedoer mens de sidste to er designet til at kunne affyre enten RPK-7 (SS-N-16) missiler, Type 65 torpedoer eller miner. En ubåd af Typhoon-klassen kan forblive neddykket i op til seks måneder eller mere hvis det er nødvendigt (eksempelvis i tilfælde af atomkrig). Det primære våbensystem består af 20 R-39 (NATO: SS-N-20) ballistiske missiler (SLBM) der hver kan medbringe op til 10 MIRV kernevåben hver.
Typhoon-klassen er udstyret med adskillige trykskrog, hvilket komplicerer klassens indre design samt noget bredere end normale ubåde. Klassens formskrog dækker over trykskroget fra to ubåde af Delta-klassen placeret ved siden af hinanden samt yderligere et mindre trykskrog placeret over dem. Yderligere to trykskrog dækker over klassens torpedorum og styremaskiner. Kombinationen af alle disse trykskrog giver klassen en uovertruffen overlevelsesevne – selv hvis der går hul på et trykskrog er besætningen i de andre trykskrog sikre og ubådene kan stadig sejle.

## Historie
Typhoon-klassen blev udviklet under navnet Projekt 941 med kodenavnet Akula (Акула), der på dansk betyder haj. Klassen bliver sommetider forvekslet med andre undervandsbåde da Akula også er NATO-rapporteringsnavnet for det russiske projekt 971 (Sjtjuka-B (Щука-Б) angrebsubåde.
Seks ubåde af Typhoon-klassen blev konstrueret. Oprindeligt blev ubådene benævnt ved deres pennantnumre. De fire ubåde der blev overdraget til Ruslands flåde efter Sovjetunionens opløsning fik senere tildelt navne. Konstruktionen af en syvende ubåd (TK-210) blev annulleret kort efter søsættelsen. Den eneste ubåd i klassen der er i aktiv tjeneste er Dmitrij Donskoij (TK-208) der fungerer som en testplatform for RSM-56 Bulava (SS-NX-32) missilet der er under udvikling. Arkhangelsk (TK-17) og Severstal (TK-20) er stadig officielt i flådens tal, men er placeret i en reservestatus og alle R-39 missilerne er udfaset. Typhoon-klassen forventes at blive erstattet af Borej-klassen efterhånden som de bliver operative.
I 2008 viste National Geographic en dokumentar omkring skrotningen af ubåden TK-13 i serien "Break It Down". Skrotningen fandt sted i perioden 2007-2009.
I slutningen af december 2008, udtalte en ledende embedsmand i flåden af de to ubåde i reserve ikke ville blive bevæbnet med det nye Bulava SLBM-system. De kunne dog blive modificeret til at kunne medbringe krydsermissiler, lægge miner eller benyttes til specialstyrkeoperationer. I juni 2009, fortalte flådechefen, admiral Vladimir Vysotskij pressen at de to ubåde ville forblive i flådens tal til mulig restaurering og modernisering. I maj 2010 udtalte flådechefen at Typhoon-klassen ville forblive i tjeneste frem til 2019.
Den sidste af klassen i aktiv tjeneste Dmitrij Donskoij sejlede ned gennem Storebælt 21. juli 2017 for at tilslutte sig en fælles kinesisk og russisk flådeøvelse i Østersøen i forbindelse med 100 års-jubilæet for den russiske flåde i Sankt Petersborg.

## Civil brug
Undervandsfragtfartøjet var et koncept udviklet af Rubin Designbureauet hvor man fjerner missilsiloerne fra en Typhoon-klasse ubåd og erstatter området med et lastrum. Den forventede lastkapacitet forventes at kunne indeholde op til 15.000 tons.

## Skibe i klassen
| Pnt.   | Navn             | Kølen lagt       | Søsat              | Indgået           | Skæbne                          |
| ------ | ---------------- | ---------------- | ------------------ | ----------------- | ------------------------------- |
| TK-208 | Dmitrij Donskoij | 30. juni 1976    | 27. september 1980 | 29. december 1981 | I tjeneste                      |
| TK-202 | -                | 22. april 1978   | 32. september 1982 | 28. december 1983 | Udgået 1999, skrottet 2003-2005 |
| TK-12  | Simbirsk         | 19. april 1980   | 17. december 1983  | 26. december 1984 | Udgået 1996, skrottet 2006-2008 |
| TK-13  | -                | 23. februar 1982 | 30. april 1985     | 26. december 1985 | Udgået 1997, skrottet 2007-2009 |
| TK-17  | Arkhangelsk      | 9. august 1983   | 12. december 1986  | 15. december 1987 | I tjeneste (reserve)            |
| TK-20  | Severstal        | 27. august 1985  | 11. april 1988     | 19. december 1989 | I tjeneste (reserve)            |
| TK-210 | -                | 1986             | 1990               | -                 | Skrottet kort efter søsætning   |

## Populærkultur
Den formentligt bedst kendte Typhoon-ubåd i fiktionens verden var Røde Oktober. Undervandsbåden var omdrejningspunktet i Tom Clancys roman Jagten på Røde Oktober samt filmen der er baseret på romanen.
I romanen fremdrives Røde Oktober et revolutionerende fremdrivningssystem der bestod af to lange rør igennem skroget med en form for waterjet-agtig fremdrivning. I filmen blev fremdrivningen omtalt som et magnetohydrodynamisk fremdrivningssystem. I både bogen og filmen blev dette system præsenteret som noget nær lydløst og ubåden var derfor en perfekt platform for affyring af ballistiske missiler i en flad skudbane mod fjenden hvorved detektionen af missilet kunne begrænses til kort tid før detonation.
Filmen viser Røde Oktober som en opgraderet Typhoon-klasse med et længere skrog samt et TASS (Den dråbeformede sfære set over skibenes ror).

## Eksterne links
- Wikimedia Commons har flere filer relateret til Typhoon-klassen
- ais.org: NATO Code Names for submarines and ships Besøgt 11. juni 2011 (engelsk)
- Video of the Typhoon in Drydock & on Sea Trials Besøgt 11. juni 2011 (engelsk)
- Federation of American Scientists: Typhoon Besøgt 11. juni 2011 (engelsk)
- Haze Gray Arkiveret 26. marts 2002 hos  Wayback Machine Besøgt 11. juni 2011 (engelsk)
- Rubin official site Arkiveret 10. marts 2006 hos  Wayback Machine Besøgt 11. juni 2011 (engelsk)
- russianforces.org – Russian Navy Besøgt 11. juni 2011 (engelsk)
- globalsecurity.org Besøgt 11. juni 2011 (engelsk)
- Internal and external pictures from a Russian tourist Besøgt 11. juni 2011 (russisk)
- Typhoon Class project details on Naval Technology Besøgt 11. juni 2011 (engelsk)